# Municipio de Dover (condado de Vernon)
El municipio de Dover (en inglés: Dover Township) es un municipio ubicado en el condado de Vernon en el estado estadounidense de Misuri. En el año 2010 tenía una población de 529 habitantes y una densidad poblacional de 4,29 personas por km².

## Geografía
El municipio de Dover se encuentra ubicado en las coordenadas 37°42′6″N 94°13′15″O / 37.70167, -94.22083. Según la Oficina del Censo de los Estados Unidos, el municipio tiene una superficie total de 123.39 km², de la cual 122,99 km² corresponden a tierra firme y (0,33 %) 0,4 km² es agua.

## Demografía
Según el censo de 2010, había 529 personas residiendo en el municipio de Dover. La densidad de población era de 4,29 hab./km². De los 529 habitantes, el municipio de Dover estaba compuesto por el 94,52 % blancos, el 3,02 % eran amerindios, el 1,13 % eran asiáticos y el 1,32 % eran de una mezcla de razas. Del total de la población el 0,38 % eran hispanos o latinos de cualquier raza.